# Химсль, Веди
Авитус Бернард «Веди» Химсль (англ. Avitus Bernard «Vedie» Himsl; 2 апреля 1917, Плевна, Монтана — 15 марта 2004, Чикаго, Иллинойс) — американский бейсболист австрийского происхождения. Играл на позиции питчера в командах младших лиг. После окончания карьеры он работал тренером, скаутом и администратором. В 1961 году Химсль провёл 31 матч в статусе главного тренера «Чикаго Кабс». С 1972 по 1985 год он был директором скаутской службы клуба.

## Биография

### Ранние годы
Авитус Химсль родился 2 апреля 1917 года в городе Плевна в штате Монтана. Он был четвёртым из шести детей в семье австрийца Виктора Химсля и его супруги Клары Энгельс. Старший Химсль был одним из самых известных людей в небольшом городе, он владел лесопилкой, магазином и местным банком, а также представлял округ Фаллон в легислатуре штата.
В бейсбол Химсль начал играть в детстве. В возрасте четырнадцати лет он стал питчером городской команды. Во время учёбы в старшей школе он успешно занимался баскетболом и футболом. В составе баскетбольной команды Химсль играл форвардом и центровым, в футбольной был квотербеком и дважды вместе с ней выигрывал чемпионат штата. Школу он окончил в 1934 году в статусе валедикториана.
Следующие четыре года он провёл в университете Сент-Джонс в Миннесоте, где изучал бухгалтерский учёт. Химсль был одним из лучших его спортсменов, играя в футбол, бейсбол и баскетбол. Бейсбольная команда университета с ним в составе дважды выигрывала турнир конференции. В сентябре 1937 года автомобиль с игроками футбольной команды столкнулся с поездом в Омахе. Химсля при ударе выбросило из машины, он получил травмы головы и ноги, трое его товарищей погибли. За два месяца до этого он подписал контракт с полупрофессиональной командой «Тайгерс» из Литл-Фолс.

### Карьера игрока
Весной 1938 года Химсль был отправлен в клуб D-лиги «Александрия Эйсиз». В его составе он одержал 18 побед и стал одним из лучших питчеров турнира. После сезона ему заплатили меньше обещанного и Химсль обратился с жалобой к комиссару бейсбола Кенисо Лэндису. Она была удовлетворена, игрок получил компенсацию и был освобождён от дальнейших обязательств по контракту. С 1939 по 1942 год он играл в команде AA-лиги «Сент-Пол Сэйнтс».
С 1942 по 1946 год Химсль служил на флоте, где у него практически не было игровой практики. После демобилизации он вернулся в состав «Сэйнтс» и в сезоне 1946 года успел сыграть в 27 матчах. В следующем году он был приглашён на должность бизнес-менеджера в команду «Уинстон-Сейлем Кардиналс», входившую в систему «Сент-Луиса». Химсль решал различные неигровые вопросы, а в конце лета 1947 года ему удалось организовать выставочный матч победителей Мировой серии «Сент-Луис Кардиналс» в Мизуле в Монтане.
В следующие два года Химсль работал скаутом «Кардиналс» в Чикаго. В 1950 году он был назначен на должность играющего тренера клуба «Гамильтон Кардиналс», игравшего в Лиге Пенсильвании, Онтарио и Нью-Йорка. При нём раскрылся талант будущей звезды «Сент-Луиса» Кена Бойера, которого Химсль перевёл из питчеров на третью базу. На этом посту он работал в течение двух сезонов, сыграв последние матчи в своей карьере бейсболиста.

### Тренер и функционер
В 1952 году закончившего играть Химсля наняли на должность скаута в «Чикаго Кабс». При его участии в команду пришёл Эрни Бэнкс. К 1954 году он стал руководителем скаутской службы «Кабс» на Среднем Западе, а годом позже Химсль руководил весенним предсезонным лагерем для игроков младших лиг системы клуба. В 1958 году его назначили инструктором питчеров фарм-системы «Чикаго Кабс», с 1960 года он занимал должность тренера питчеров основного состава.
Перед стартом сезона 1961 года владелец «Кабс» Филип Ригли начал уникальный для бейсбола эксперимент — Колледж тренеров. По мнению Ригли, руководившие командами менеджеры были заменяемыми. Одна из газет в апреле вышла с заголовком: «Новый менеджер „Кабс“ — девять тренеров и машина IBM». Химсль стал первым тренером, который фактически руководил командой. При нём «Кабс» выиграли пять матчей и проиграли шесть. Следующие две недели он провёл в фарм-командах, а затем вернулся на следующий игровой отрезок. Работа в таких условиях была непривычной и сложной, но Химсль успел внести вклад в становление будущих звёзд Рона Санто и Дика Эллсуэрта.
Эксперимент Ригли продолжался до сезона 1962 года. Химсль за это время провёл в статусе главного тренера команды 31 игру, команда одержала в них десять побед. После отказа от Колледжа тренеров, он продолжил работать с питчерами «Кабс». В 1964 году он возглавлял команду «Солт-Лейк Биз», несколько раз его назначали одним из тренеров в лиги для новичков в Аризоне, также он был бизнес-менеджером зимних программ работы клуба и занимался скаутингом. В 1965 году Химсль был назначен ассистентом директора по приобретению и развитию игроков.
В ноябре 1968 года он ушёл из «Чикаго» и возглавил Центральное скаутское бюро Главной лиги бейсбола. На этой должности он работал до конца 1970 года. С 1972 по 1985 год Химсль занимал пост директора скаутской службы «Кабс», а после выхода на пенсию продолжал помогать клубу неофициально.
Авитус Химсль скончался 15 марта 2004 года в Чикаго в возрасте 86 лет.